# Sara Lance
Sara Lance es un personaje ficticio creado originalmente para la serie de televisión Arrow. Fue creada específicamente por Greg Berlanti, Marc Guggenheim y Andrew Kreisberg, incorporando elementos y parte de la trama del personaje Black Canary, una superheroína de DC Comics. Sara Lance ha sido interpretada por dos actrices: Jacqueline MacInnes Wood, en el piloto de Arrow; y Caity Lotz, a partir de la segunda temporada. Inicialmente pelea en Arrow bajo el nombre de The Canary, traducido de su nombre en árabe en la Liga de Asesinos Ta-er al-Sahfer (Pájaro Amarillo o Canario), y más tarde adopta el nombre de White Canary (Canario Blanco) en el spin-off de Arrow titulado Legends of Tomorrow.
Sara Lance también aparece en una serie de cómics digitales y, aunque el personaje se introdujo inicialmente como un personaje recurrente en Arrow, Caity Lotz aparece en las series The Flash, Supergirl y Batwoman, siendo miembro actual del reparto de Legends of Tomorrow.

## Arrow
Sara Lance aparece por primera vez en el episodio piloto de Arrow como la hermana menor de Laurel Lance, siendo la hija del detective Quentin Lance y de Dinah Lance. En este primer capítulo, se muestra como cinco años antes del comienzo de la serie, Sara mantiene una aventura en secreto con el novio de su hermana, Oliver Queen. Estaban juntos en el yate de la familia Queen cuando este se hunde. Se presume que todos aquellos que estaban a bordo fallecieron, pero gracias a los flashbacks de la segunda temporada, se revela que Sara sobrevive al naufragio tal y como lo hizo Oliver. 

### Inicios
A lo largo de la serie se van descubriendo detalles sobre la vida de Sara, entre ellas, la época en que estaba enamorada de Oliver. En el episodio "Blind Spot" se presencia una charla entre ellos dos en la isla, en la que Sara narra cuando se escabulló de su casa para ir a una fiesta secreta y verle. Sin embargo, la policía detuvola fiesta y fue castigada por su padre. Laurel informó a la policía para arruinar sus posibilidades con Oliver, ya que un mes más tarde, él y su hermana empiezan a salir juntos.
Se ve en otro flashback cuando Oliver invita a Sara al viaje en el yate y que ella duda en aceptar. Esa noche, Sara advierte a Laurel que quizás un playboy como Oliver no está dispuesto a comprometerse con los planes de futuro que tiene ella pensados, pero Laurel se indigna y discuten, haciendo que Sara acepte la propuesta. Como se descubre en el piloto de Arrow, Sara y Oliver estaban juntos cuando el yate, siendo saboteado por Malcolm Merlyn, comienza a hundirse. Sara cae al mar y Oliver piensa que se ha ahogado. Sin embargo, en el episodio "League Of Assassins", se descubre que después de haber quedado a la deriva junto a los restos de la embarcación, Sara sobrevive sujetándose a una puerta y es rescatada y llevada a bordo del Amazo, donde se encuentra con el Dr. Anthony Ivo.

### El Amazo
Unos días después de que el yate se hunde, Sara es encontrada por un barco llamado Amazo y la encarcelan en una celda. El Dr. Anthony Ivo se le presenta como alguien que salvaría a la raza humana, y le pregunta si se uniría para buscar el Mirakuru, un suero creado por los japoneses en la Segunda Guerra Mundial, que podría aumentar la fuerza muscular, mejorar los sentidos y regenerar células. Acepta, e Ivo protege a Sara de la crueldad de sus hombres y le enseña muchas habilidades en los campos de la biología, la química y la tecnología. Un año después, Sara se reencuentra con Oliver cuando lo suben a bordo del Amazo como prisionero. Oliver quería hablar con ella, pero como Sara teme a lo que pueda pasar, finge no conocerle derribándole y actuando con frialdad. Más tarde, ella engaña a Ivo para que piense que le está ayudando a descubrir si los amigos de Oliver, Slade Wilson y Shado todavía estaban vivos en Lian Yu, para sacar a Oliver del Amazo y reunirlo con los demás.

### Lian Yu
En el episodio "The Scientist" se enseña cuando Sara va con Oliver, Ivo y la tripulación del Amazo a la isla llamada Lian Yu. Oliver y Sara logran escapar cuando Shado y Slade le tienden una emboscada a la tripulación del Amazo. Cuando Oliver encuentra un talismán hōzen con las coordenadas de la posición del submarino japonés, y Sara le explica qué es el Mirakuru que está allí, van en su búsqueda. En encontrarlo, Oliver se lo inyecta a un herido Slade, dejándolo sin ritmo cardíaco. La continuación de los eventos de desarrolla mediante otro flashback en el capítulo "Three Ghosts", viéndose el momento en el que Ivo toma a Sara y Shado como rehenes, dándole a Oliver 30 segundos para decidir a quién salvar. Después de 30 segundos, corre para salvar a Sara en ser apuntada por Anthony, matando finalmente a Shado. De repente, Slade despierta después de la inyección y cuando ve a Shado muerta, se enoja y mata a los hombres de Ivo con una fuerza sobrehumana, cogiendo el resto del Mirakuru. Cuando Slade pregunta quién mató a Shado, Sara responde rápidamente que fue Anthony.
Una vez que entierran a Shado, Sara le advierte a Oliver que no le diga a Slade por qué murió, ya que en tener el Mirakuru dentro de él, es impredecible. En un intento de Slade de apoderarse del Amazo, Ivo le dice que le dio a Oliver un ultimátum, y que tomó la decisión de salvar a Sara. La información pone a Slade en contra de su viejo amigo y lo captura para torturarlo, Sara escapa del Amazo junto con los prisioneros de la nave, e idea un plan para liberar a Oliver negociando su vida. En el capítulo "Time of Death", mientras intentan escapar de la isla, ven como un avión que sobrevolaba Lian Yu es derribado por el Amazo y se estrella. Sara intenta salvar al piloto, pero él resulta gravemente herido. Mientras moría, el hombre le pide que busque a su hija, Cindy, y que la cuide. Ella promete hacerlo y el hombre le da una foto de Cindy antes de sucumbir a sus heridas. Durante el tiempo que pasan en la isla, tanto Oliver como Sara crean un gran vínculo entre ellos, pero acaban nuevamente separados en la lucha final contra Slade por el Amazo, ya que el barco se hunde y Oliver vuelve a pensar que Sara se ha ahogado. 

### Liga de Asesinos
Sin embargo, vemos en el episodio "League of Assassins" que Sara sobrevive. Nyssa al Ghul la encuentra días después del naufragio, prácticamente muerta de hambre y sin la voluntad de vivir. Nyssa cuida a Sara para que recupere la salud y la acoge en Nanda Parbat. Sara se convierte en asesina al jurar lealtad a la Liga de Asesinos, a la que Nyssa pertenece, bajo el nombre de Ta-er al-Sahfer, traducida aproximadamente al "Pájaro Amarillo” o "Canario" del árabe. Durante sus cinco años en la Liga, Sara es entrenada por Ra's al Ghul, y tanto ella como Nyssa mantienen una relación.

### El nacimiento de The Canary
En la segunda temporada de Arrow, Sara regresa a Star City después de una ausencia de seis años como The Canary (Canario) para proteger a su familia. Decide quedarse en las sombras, siendo una vigilante más. La confirmación de que es ella se produce en el episodio siguiente titulado "Crucible", cuando Oliver logra capturar y desenmascarar a The Canary, revelándose que Sara está viva. Una noche, The Canary salva a Cindy Simone, también conocida como Sin, de una pandilla de posibles violadores. Desde entonces, Sara se hace amiga de la adolescente y rebelde Sin, y la cuida. En este aspecto, Sara hace honor a la promesa que le hizo al padre de la chica cinco años antes, en socorrer el avión caído en el episodio "Time of Death". Llegado el momento, en el episodio "League of Assassins" Sara le expresa al Equipo de Arrow su deseo de no querer volver a la Liga de Asesinos, y el problema que esa decisión conlleva: no se puede salir de la Liga a no ser que mueras. Por aquel entonces, Sara recibe la visita de Al-Owal y algunos miembros de la Liga más, que están en su búsqueda para llevarla con Ra's al Ghul. Cuando Sara mata a Al-Owal, se reúne con su padre y le confiesa que está viva. Además, le explica su situación con la Liga e insiste en irse por el bien de todos, abandonando la ciudad para eliminar la posibilidad de que la Liga vaya a por su familia. 
En el episodio "Heir to the Demon" se produce un reencuentro entre Sara y Nyssa al Ghul en el que se besan. Nyssa le menciona su deseo de que vuelva a casa, pero Sara le confiesa que no cree que vaya porque no quiere matar a nadie más. Tras hablar sobre sus sentimientos, y en Sara pedirle a Nyssa que convenza a su padre para que la libere de la Ligue, Nyssa se va. En avanzar el episodio, Nyssa secuestra a Dinah Lance, y le da un día a Sara para volver con ella a Nanda Perbat, o su madre morirá. Sara decide entregarse, pero se envenena accidentalmente con el veneno de una víbora tibetana. El veneno comienza a surtir efecto, debilitando a Sara y provocando que se colapse. Nyssa sostiene a Sara en sus brazos y llora al darse cuenta de lo que ha provocado. Una vez que Oliver llega, él y Nyssa comienzan a pelear hasta que Sara se levanta del suelo para decirles que se detengan. Ella se acerca débilmente hacia ellos antes de colapsar y desmayarse. Oliver corre hacia ella y logra contrarrestar el veneno con unas hierbas de Lian Yu, lo que hace que ella se despierte y jadee por aire. Entonces, Sara se dirige a Nyssa y le suplica: no más asesinatos. Nyssa, en shock y con lágrimas en los ojos, libera a Sara, en el nombre de Ra's al Ghul.
En su estancia en la ciudad, Sara se une al Equipo de Arrow y mantiene una breve relación con Oliver. Ella decide cortar la relación ya que en lo único que piensa es en matar, alegando que eso es lo que le enseñaron hacer durante los 6 años que estuvo en la Liga de Asesinos, y que Oliver se merece a alguien mejor. Así, Sara abandona la ciudad en el episodio llamado "Seeing Red". Tiempo más tarde, The Canary regresa a Star City justo a tiempo para salvar a Laurel de uno de los soldados enmascarados de Slade Wilson. Laurel admite que sabe que es Sara y se abrazan. Resulta importante que en este capítulo titulado "Streets of Fire" Laurel por fin hable con su hermana, ya que logra sacar a Sara de su crisis de identidad, en la que no se consideraba una heroína ni una buena persona, haciéndole ver que su inocencia y su belleza no han desaparecido a pesar de lo aprendido en Nanda Parbat. A partir de entonces, y tras salvar a una niña de un edificio en llamas, The Canary comienza a ser reconocida como una valiente heroína. 
En el final de la segunda temporada, en el episodio "Unthinkable", Sara Lance ayuda a Oliver y a su equipo formado por Felicity Smoak, John Diggle y Roy Harper, en la eliminación de un Slade Wilson mejorado gracias a ciertas drogas, y con la ayuda de la Liga de Asesinos. Estos últimos, tras Sara decir que como agradecimiento de ayudarla a mantener a salvo a su familia, regresaría a Nanda Parbat. Juntos, asaltan el edificio Queen Consolidated y derriban a los guardaespaldas de Slade. Quentin Lance se les une porque uno de los hombres de Wilson logró secuestrar a Laurel. Después de neutralizar al ejército con la cura de Mirakuru, Sara y Oliver se dirigen al escondite de Wilson donde Felicity le inyecta la cura a Slade. Sara logra llevar a Laurel y a Felicity a un sitio seguro. Una vez que la ciudad está a salvo, Sara se despide de Laurel y su padre, dándole a su hermana su chaqueta como regalo. Tras recalcar que esa ha sido su decisión, Sara se sube a un barco junto a Nyssa y se va.

### Caza de Malcolm Merlyn y muerte de Sara Lance
En el primer capítulo de la tercera temporada de Arrow titulado "The Calm", Sara mantiene una breve charla con Laurel en una azotea hasta que la hermana se va. En cuanto Sara se queda sola, una figura encapuchada se acerca a ella. Sara reconoce quien es y le habla, pero por respuesta, recibe tres flechas en el pecho. El impacto hace que Sara caiga del edificio y se estrelle en el suelo de un callejón, muriendo instantáneamente por el golpe. Laurel encuentra el cuerpo de Sara y rompe a llorar.
Nyssa va a hablar con Oliver durante el episodio "The Magician" porque está convencida de que Malcolm Merlyn tiene algo que ver con la muerte de Sara, ya que ella salió en su búsqueda cuando supo que él estaba en la ciudad, pero Oliver cree que es inocente. Además, le dice a Nyssa que no puede herirle porque mientras Malcolm esté en Star City, los de la Liga de Asesinos no pueden intervenir. Es entonces cuando Ra's al Ghul le declara la guerra a Oliver. 
Unos meses después de la muerte de Sara Lance, en el episodio "The Climb", Nyssa le informa a Oliver que su padre ha perdido la paciencia y que en 48 horas debe haber encontrado al asesino de Sara. Según pruebas de ADN de las flechas del crimen, coinciden mayormente con los genes de Oliver Queen. Cuando Oliver se reúne con Malcolm Merlyn, se revela que Thea Queen, su hermana, es la asesina de Sara. Resulta que estaba bajo la influencia de una droga llamada Votura que le dio Malcom, obligándola a hacer lo que él le ordenase, sin tener ningún recuerdo de lo que hizo. Malcolm le chantajea y, para evitar que su hermana fuese perseguida por la Liga, ya que el villano tenía un vídeo de Thea matando a Sara, Oliver confiesa haberla matado. Para liberarse, desafía a Ra's al Ghul a un juicio por combate.

### Resurrección
En la cuarta temporada de Arrow, tras más de un año de la muerte de Sara Lance, Laurel y Thea Queen desentierran su cadáver. El objetivo de las dos mujeres en el episodio "Restoration", es el de llevar el cuerpo de Sara a Nanda Parbat para pedirle a Malcolm Merlyn que resucite a Sara. Gracias al uso del agua del místico Lazarus Pit de la Liga, Laurel logra resucitar a su hermana. La contrapartida de este exitoso proceso es que Sara vuelve a la vida sin alma, siendo salvaje y peligrosa. Cuando las cosas empeoran con Sara porque comienza a matar a atracadores en la ciudad, buscando a Thea para matarla, Oliver contacta con un amigo que se encarga de asuntos místicos. Entre Laurel y Oliver consiguen llevar a Sara a la Arrowcueva, donde John Constantine realiza un ritual que logra devolverle el alma al cuerpo de Sara. Ella se une al Equipo de Arrow por una última vez como The Canary, para ayudar a salvar a Ray Palmer. Tras tener problemas en controlar su sed de sangre, y visitar a su madre, Sara se va de la ciudad. Este episodio titulado "Lost Souls" marca la última aparición de Sara en Arrow hasta "Invasion!", así como la de su compañero en Legends of Tomorrow, Ray Palmer. Destaca que es su última aparición como The Canary, ya que más tarde adopta la identidad de White Canary.

### Muerte de Quentin Lance
Sara regresa brevemente durante la sexta temporada de Arrow, en el episodio titulado "Life Sentence", cuando recibe una llamada de la versión de Laurel Lance en la Tierra-2, quien se había convertido en la hija sustituta de Quentin, tras informarle que su padre ha recibido un disparo en la batalla contra Ricardo Díaz y que está en el hospital. Sara viaja al Hospital General de Star City y conoce a Laurel cara a cara por primera vez. Ella se interesa por su padre, a lo que Laurel contesta que le están operando. Sara le pregunta si ella es como su propia hermana Laurel, a lo que responde que no y se decepciona. Mientras tanto, Oliver, bajo la dirección del FBI, anuncia al mundo que él es Flecha Verde en la televisión en vivo antes de ser llevado a prisión. Poco después, la doctora les informa que Quentin ha muerto por falta de oxígeno en la cabeza durante la cirugía, dejando a Sara y Laurel devastadas, junto a Oliver y el resto del Equipo de Arrow.

## Legends of Tomorrow
En el spin-off de Arrow titulado DC’s Legends of Tomorrow, Sara es reclutada por Rip Hunter (Arthur Darvill) para formar parte de su equipo y viajar a través de tiempo con el objetivo de derrotar al villano inmortal Vandal Savage (Casper Crump). Antes de irse, Laurel le da a Sara el nombre y el atuendo de White Canary para indicar su nuevo comienzo. En el transcurso de la primera temporada, Sara continúa su lucha particular por la sed de sangre; pone en marcha los eventos que llevarán a su propio rescate gracias a Nyssa; seduce a varias mujeres a lo largo de la historia; y coquetea con Leonard Snart (Wentworth Miller), al que besa en el penúltimo episodio de la temporada antes de que él se sacrifique por el equipo. Las Leyendas regresan al 2016 unos meses después de su partida y Sara está devastada cuando se entera sobre el asesinato de Laurel. Querrá regresar y salvar a su hermana, pero Rip le dice que eso sólo la mataría a ella y a su padre.
En la segunda temporada, Sara se convierte en la capitana de la Waverider y en la líder de las Leyendas tras la desaparición de Rip. Ella persigue sin piedad al asesino de su hermana, Damien Darhk, antes de aceptar que no la puede traer de vuelta debido a la delicadeza del tiempo. El capítulo "Invasion!" es un crossover en el que Sara y las Leyendas regresan al 2016 para ayudar al Equipo de Arrow, al Equipo de Flash y Supergirl, contra la invasión de los Dominators. En el final de la segunda temporada, Sara se ve obligada a usar la Lanza Sagrada para salvar la realidad de la Legión del Mal. Mientras se ve tentada a reescribir su propia y trágica historia, la Lanza Sagrada le enseña a Sara una proyección de Laurel, quien la alienta a hacer lo correcto. Así, además, supera el duelo por su hermana. Sara elige utilizar la lanza por el bien de todos, frustrando los planes de Eobard Thawne (Matt Letscher), y deja que Black Flash lo mate.
Durante la tercera temporada de Legends of Tomorrow, Sara continúa liderando el equipo mientras reparan los anacronismos del tiempo, antagónicamente a la nueva organización de Rip Hunter llamada el Buró del Tiempo. En el capítulo "Crisis on Earth-X"  se produce un crossover en el que Sara viaja a 2017 para asistir a la boda de Barry Allen y de Iris West, donde tiene una aventura con la hermana de Supergirl, Alex Danvers. Los héroes trabajan juntos contra el ejército nazi del mundo alternativo en la Tierra-X. Aparte, se enfrenta al demonio Mallus (John Noble) con ayuda de su viejo amigo John Constantine, con quien tiene una aventura, a pesar de la continua tensión romántica de Sara con la agente del Buró del Tiempo Ava Sharpe (Jes Macallan). Ava y Sara comienzan a salir en episodios posteriores, separándose tras Sara ser poseída temporalmente por Mallus a través del Tótem de la Muerte. La razón de peso de Sara para dejar la relación es que, dada su historia de muerte y destrucción, representa un peligro para Ava. A pesar de eso, pronto volverán a estar juntas y en una relación estable.
La cuarta temporada, se centra en Sara guiando al equipo para rastrear a los "fugitivos" mágicos de la mitología de todo el tiempo, con el apoyo de Ava y el Buró del Tiempo.

### Primera temporada

#### Ayudando a Rip Hunter
El piloto de Legends of Tomorrow nos sitúa en enero de 2016, mientras Sara Lance visita Tíbet durante su viaje de autodescubrimiento. Mientras está en un bar, Rip Hunter llega con el objetivo de reclutarla para el grupo de Leyendas. Sara no sabe si aceptar, por lo que regresa momentáneamente a Star City para visitar a su hermana. Después de una sesión de entrenamiento, Laurel anima a Sara a aceptar la oferta de Rip como una oportunidad para que ella se convierta en una heroína. Decide aceptar y Laurel le da la identidad de White Canary, regalándole un traje blanco diseñado por Cisco Ramón. Sara se une al equipo y, junto a Martin Stein y Jax Jefferson (los dos se fusionan en Firestorm), Ray Palmer / Átomo, Kendra Saunders / Chica Halcón, Carter Hall / Hombre Halcón, Mick Rory / Ola de Calor y Leonard Snart / Capitán Frío, viajan a 1975 en la búsqueda del profesor Aldus Boardman, un experto en Vandal Savage. Mientras tanto, la nave de Hunter, la Waverider, es atacada por un cazarrecompensas llamado Chronos que trabaja para los Maestros del Tiempo. Es entonces cuando Rip explica que van tras él por desobedecer sus órdenes, ya que uno de sus objetivos es vengarse de Savage por asesinar a su hijo Jonas y a su esposa Miranda. Además, confiesa que fueron seleccionados porque no tienen un significado para la historia. Aún en 1975, Sara y el equipo viajan a Noruega para interceptar una subasta de misiles nucleares entre Vandal Savage, Damien Darhk entre otros. Tras luchar y fracasar en capturar a Vandal, Sara acompaña a Stein y Jax a Ivy Town para interactuar con un Martin Stein de 25 años, que les ayuda a recuperar la pieza del traje de Átomo perdida en la lucha. Ya en la nave, Rip les pregunta si aún le ayudarían a detener a Savage, y el grupo acepta prometiendo vengar a Carter, al que Vandal asesina. 
En el capítulo "Blood Ties", Rip no sabe qué pasos seguir, y Sara le propone paralizar los recursos financieros de Savage. Descubren que Vandal almacena sus activos en el Grupo Bruemberg y van para reunirse con el Sr. Blake, fingiendo que quieren depositar dinero en una cuenta. Sin embargo, Sara se da cuenta de que los empleados del banco son seguidores de Savage, y el grupo se enfrenta al dúo. Sara los mata a todos, pero Rip la calma justo a tiempo antes de asesinar a Blake también. Sara achaca a que ese descontrol de debe a que es un monstruo por su sed de sangre. Tras infiltrarse en una reunión de Savage con sus seguidores, Rip le comenta a Sara que no es un monstruo, sino que es una persona con un pasado que le persigue, y le anima a superarse a sí misma para ser mejor. Durante la noche, Sara y Rip son atrapados hasta que llegan las Leyendas. En la pelea, Sara se enfrenta al Sr. Blake hasta vencerle sin matarle, por lo que se enorgullece.

#### Viaje a la Guerra Fría
El grupo viaja a Washington D. C. en 1986 durante el episodio "White Knights", para robar información del Pentágono sobre Vandal Savage. Una vez dentro, suena la alarma y Sara y Kendra han de enfrentarse a la seguridad del lugar. Forzada a luchar, Kendra pierde el control y comienza a herir a los soldados. Rip le comenta a Sara que hable con ella para ayudarla a controlarse, ya que Sara tiene cierta experiencia en controlar su lado guerrero. Sara charla con Kendra y la invita a entrenar. Durante el combate, Kendra se convierte en su forma de Halcón y derriba a Sara, haciendo que esta última pierda el control y casi matara a Kendra antes de controlarse y huir. Esto deja a Sara triste hasta que Kendra conversa con ella. Vuelven a combatir marcando sus objetivos, hasta superarlos: Sara debe recuperar el control de su lado humano, mientras que Kendra ha de controlar su lado guerrero. El día continúa en el episodio "Fail-Safe", cuando las chicas se enteran de que Palmer, Martin Stein y Rory fueron capturados en intentar detener el proyecto Firestorm. Rip le muestra a Sara que el proyecto destruiría Star City y al resto del mundo si Savage triunfaba, por lo que si no podían recuperar a Stein, Sara tendría que matarlo. Según avanza el capítulo, miembros del equipo se infiltran en la prisión mientras Sara saca un francotirador y se prepara para usar su rifle en caso de que tenga que matar a Stein. Se crea un motín en la prisión y Sara tiene la posibilidad de dispararle a Stein, pero Snart la convence de no hacerlo. Así, Jefferson logra salvar a Stein, y todo el equipo sale con vida en esta primera exitosa misión. Sin embargo, la Waverider es atacada por Chronos, y les obliga a aterrizar de emergencia.

#### Los halcones en Harmony Falls
El equipo viaja a 1958 para investigar la aparición de Savage. En este capítulo llamado "Night of the Hawk", se reparten nuevas identidades en las que Sara y Stein se hacen pasar por enfermera y doctor. Junto a Jefferson, observan que la ciudad no es amigable con las personas negras o bisexuales. Ya en el hospital, Sara ayuda a una enfermera llamada Lindsay Carlisle que estaba siendo atosigada por un médico. Esta le muestra el lugar y descubre que Savage trabaja allí. Cuando Sara buscaba información en las oficinas, Carlisle se acerca a ella y la invita a tomar algo. Sara, quien nota que a la enfermera no le gustan los chicos, trata de ayudarla dándole consejos sobre su orientación sexual. Stein la interrumpe y le aconseja no seducir a chicas de esa época porque les haría daño ya que la homosexualidad no está aceptada. Mas ella vuelve a hablar con la enfermera, hasta que se besan. Más tarde, Sara aprovecha la reunión con el equipo para hablar con Stein y le comenta que el beso le hizo ver lo mucho que podía herir sentimientos de Lindsay. El plan de matar a Savage fracasa y Sara llega justo a tiempo para salvar a la enfermera. El equipo controla la situación trabajando juntos. Sara se reúne con la enfermera una última vez para despedirse, y se besan; Lindsay le agradece el haberla ayudado. Poco después, cuando Sara, Kendra y Ray regresan a donde estaba la Waverider, la nave despega y desaparece, dejándolos a los tres varados en 1958.

#### Regreso a la Liga de Asesinos
Al darse cuenta de que Chronos tomó la Waverider, Sara, Kendra y Ray se quedan en un apartamento esperando durante diez semanas. Cuando Sara cree que el equipo no regresaría a por ellos, dándolos por muertos, les desea buena suerte a Kendra y a Ray, y se dirige a Nanda Parbat. Ra's al Ghul queda impresionado y Sara aprende a controlar su sed de sangre a través de hierbas y meditaciones. Por la tendencia del tiempo, Sara comienza a olvidar su pasado y su identidad gradualmente. Dos años después, en 1960, Rip entra en el dormitorio de Sara y le dice que ha regresado. Sin embargo, ella no le reconoce y alerta a los guardias, quienes capturan al resto del equipo. Rip exige un juicio por combate, en el que Ra's elige a Sara para que lo represente, y Rip a Kendra. Durante la pelea, Kendra trata de recordarle a Sara quién es, hasta que esta le apuñala las alas, derrotándola. Mientras Sara intenta matar a Kendra, de repente recuerda quién es. En ese momento, Nanda Parbat es invadida por Chronos, y todos trabajan juntos para derrotarle. Ra deduce que Sara es del futuro, ya que claramente ya había realizado el entrenamiento de la Liga. Sara explica que creía que la Liga era el único lugar al que realmente podía pertenecer, mientras que Ra's al Ghul señala que su alma está dividida entre la capacidad de matar y el deseo de mostrar misericordia, por lo que la Liga no es para ella. Rha’s libera a Sara de la Liga y ella, antes de irse, le dice que envíe a su hija a Lian Yu en 2008, refiriéndose a Nyssa. El episodio en el que suceden dichos eventos es en "Left Behind".

#### Maestros del tiempo y elVanishing Point
En la Waverider, descubren que Savage usa tecnología del futuro y puede viajar en el tiempo. Como esto está prohibido, deciden llevarlo ante los Maestros del Tiempo para que sea condenado por viajar ilegalmente, justificando las acciones de Rip y su equipo. Mientras Sara y Rip discuten, Savage escapa. Cuando Vandal está ganando a las Leyendas para no ser capturado otra vez, Rip va ayudar y deja a Sara pilotando la Waverider. Carter recupera sus recuerdos y noquean a Savage, llevándolo hasta los Maestros del Tiempo. Rory se da cuenta de que algo va mal, a la vez que Snart y Sara se esconden de los soldados que les buscan en la Waverider. Él le propone a Sara escapar con la nave, pero ella se niega a abandonar al resto y preparan un plan para rescatarles. Una vez que todos se reúnen en la nave, y se salvan de los ataques de los Maestros del tiempo, Rip les informa que usaron el Oculus para ver el futuro, por lo que cada acción del equipo hasta ahora ha sido exactamente lo que los Maestros del Tiempo querían que hicieran. Entonces, deciden destruirlo yendo al Vanishing Point, donde el tiempo no es afectado por el dispositivo, para evitar ser manipulados. Mientras se preparan para explotarlo, Palmer se da cuenta de que alguien tiene que mantener presionado un interruptor, por lo que quienquiera que lo mantiene presionado morirá en la explosión. Snart se sacrifica y Sara le da un beso de despedida, yéndose con Mick Rory.

#### Matando al inmortal: Vandal Savage
En el último episodio de la primera temporada titulado "Legendary", Rip lleva al equipo a 2016, cinco meses después de haberse ido con él. Sara se reúne con su padre y, en preguntarle por Laurel, se entera de que fue asesinada por Damien Darhk. Esto le afecta mucho, por lo que una vez a bordo de la nave, Sara ataca furiosamente a Rip culpándole de haberla llevado demasiado tarde, exigiéndole volver al pasado para salvar a su hermana. Según él, la muerte de Laurel era inevitable, y si hubiese estado allí, tanto Sara como su padre hubiesen muerto. Más tarde, Gideon les comunica que Savage ha viajado a Francia en 1944, y van hacia allí para atacarle. Descubren que Savage quiere usar la sangre de Kendra y Carter en un ritual para borrar el tiempo y devolver el mundo entero a 1700 AC, aparte de querer explotar tres meteoritos hechos con tecnología de los Thagarianos en tres períodos de tiempo diferentes. Se dividen en tres equipos para matar a las tres versiones de Vandal a la vez: Ray y Rory en 1958; Sara, Stein y Jefferson en 1975; y Rip, Kendra y Scythian (la reencarnación de Carter), en 2021. Mientras Stein y Jefferson absorben la explosión de los meteoritos, Sara lucha contra Savage en combate cuerpo a cuerpo, matándole con su bastón. Una vez que acaban con Savage, Rip les propone proteger la línea del tiempo ya que los Maestros del Tiempo se han disuelto. De vuelta en Star City, Sara y su padre visitan la tumba de Laurel. Ella considera la oferta de Rip y, recordando que fue Laurel quien la convenció de aceptar la oportunidad de ser una Leyenda, Sara decide continuar en el equipo para honrar la memoria de su hermana.

### Segunda temporada

#### Velando por la línea de tiempo y la nueva capitana
En el inicio de la segunda temporada, Las Leyendas reemplazan a los Maestros del Tiempo y realizan varias misiones para mantener la línea de tiempo segura. La primera parada es en Nueva York el año 1942, para proteger a Albert Einstein de ser secuestrado antes de que los nazis destruyan la ciudad con una bomba nuclear. Sara habla en privado con Gideon y se entera de que Damien Darhk está allí, por lo que cuando el resto está buscando a Einstein, ella va tras Darhk. Una vez que tenía oportunidad para matarle, Ray Palmer le interrumpe y le convence de no hacerlo para rastrearlo. Ya con un plan pensado, Sara ataca a Damien con su báculo pero él la rechaza fácilmente. Ella sigue combatiendo hasta que él, siendo superior, la desarma y la derriba. En ese momento, Rip le ordena al equipo que se retire y Sara se ve obligada a obedecer. Cuando estalla la bomba, Rip usa la Waverider para transportar a las Leyendas a diferentes épocas y salvarles, pero en reunirse, nadie sabe dónde está Rip. Gideon reproduce un mensaje de Rip en el que les felicita y les encomienda seguir protegiendo la línea temporal por sí solos. Cuando el equipo se prepara para partir, son confrontados por la Sociedad de la Justicia de América.
Nate Heywood, una nueva incorporación a las Leyendas, trata de dialogar con ellos. Sin embargo, es derribado por el comandante Steel, provocando una batalla entre los dos equipos. Las Leyendas son capturadas, y deducen que es porque la SJA tiene un líder real, a diferencia de ellos. Cuando les liberan, Stein menciona que sería un buen líder, y se unen para ayudarles en una misión contra unos nazis que ocupan París. Cuando Sara se da cuenta de que Nate es hemofílico, le ordena mantenerse al margen durante las misiones. De vuelta en la nave, con compañeros atrapados, Stein propone que la decisión debería ser de Sara ya que ha sido la única en tener la cabeza centrada en todo momento, siendo la capitana indicada. Sara acepta el mando y dirige la misión de rescate, siendo un éxito.

#### Cumbre en la casa blanca
Sara se vuelve a cruzar con Damien Darhk cuando detectan que un cambio está por ocurrir el 1987 en Washington, y le encuentran en la Casa Blanca siendo el asesor del presidente. En intentar matarle, recibe quejas de Stein y Jax porque su muerte cambiaría mucho la historia. Al final, el compromiso como capitana del equipo acaba pesando más que la venganza, y Sara opta por centrarse en la misión. En enfrentarse las Leyendas y soldados, Sara desarma a Darhk y lucha contra él. Ella no le mata a pesar de tenerlo delante, sino que le asusta en hacerle saber que sus planes de futuro fracasarán. Le habla hasta que Flash Reverso se lleva a Damien de allí. Por el miedo de Darhk a que todo le salga mal, se une a Malcolm Merlyn y Eobard Thawne (Flash Reverso) creando la Legión del Mal, y buscan los trozos de la Lanza del Destino para reescribir la historia haciendo cambios a su favor. Se descubre que Flash Reverso es perseguido por Látigo Negro para matarle.

#### Camelot
Gideon descubre que otro fragmento de la lanza está en Inglaterra 507. Mientras atraviesan el bosque, son rodeados por caballeros dirigidos por la reina Ginebra. Se identifican como amigables y se los lleva ante el Rey Arturo. Él sospecha de las intenciones del grupo y convoca a Merlyn para saber si dicen la verdad. Merlyn resulta ser Stargirl y les explica la misión final de Rip Hunter: les dio a todos los de la Sociedad de la Justicia de América un pedazo de la lanza del destino y los envió a diferentes períodos de tiempo. Durante el banquete, Sara charla con Ginebra. La reina le explica que era una guerrera de joven, por lo que dirige los ejércitos de Camelot en la ausencia de su marido. Cuando el Rey Arturo toma a Stargirl como rehén, Damien Darhk y Rip (al que la Legión del Mal le lavó el cerebro), se revelan y explican que están usando un dispositivo para controlar a Arturo. Amaya decide coger el fragmento de la Lanza y usa su amuleto para sacar la espada Excalibur de la piedra. Sara quiere irse para no cambiar la historia, pero Rory la convence para ayudar a Palmer a luchar contra el Rey Arturo. Mientras buscan una manera de detener el dispositivo, Sara se une a la batalla junto a Heywood y Amaya. Cuando Rory anula el dispositivo, el rey Arturo se recupera y ataca a Rip, hiriéndole gravemente. Sara lo lleva a la Waverider, y se despide de la reina Ginebra compartiendo un beso apasionado.

#### Recuperan a Rip Hunter
Sara quiere recuperar al viejo Rip y deshacer la intrusión cognitiva que usó la Legión del Mal. Rory les indica que han de entrar en el cerebro de Rip y encontrar a ese yo perdido. Sara y Jax entran en su mente y se mueven dentro de la Waverider, encontrándose con Savage y versiones de las Leyendas que les atacan. Una vez que encierran a Sara en la celda de la nave, se encuentra a un Rip cuyo cerebro está gobernado por una versión malvada de sí mismo. Cuando ella le ayuda, él vuelve a ser capaz de controlar su cerebro y se las arreglan para escapar. Se reúnen con Jax y una versión humana de Gideon, quien es crucial para recuperar al Rip de antes.  Sara y el grupo viajan a 1965 donde está el comandante Steel, quien tiene otro trozo de la lanza. Ray se enfrenta a Thawne dentro del Apolo 13 con su traje, y le vence recuperando la pieza de la lanza escondida allí. Mientras tanto, Rip Hunter tiene dificultades para reubicarse en la Waverider porque el equipo se ha unido bajo el liderazgo de Sara, aunque luego se da cuenta de que si ella hace que el grupo funcione dentro de las diversidades, entonces Sara es quien debe estar a cargo.

#### La nueva realidad
Rip informa al equipo que la Legión de la Muerte tiene su base de operaciones en el Vanishing Point / Punto de Convergencia, y van a por la pieza que tienen. Una vez construida la Lanza del Destino, Rip explica que en tocarla, hace que la usen según sus debilidades, deseos y arrepentimientos. Optan por destruirla, fracasando en el intento. El hecho de no confiar plenamente en Rory, hace que él les traicione pensando en cambiar su pasado oscuro, y le dé la Lanza a la Legión del Mal.  La Legión cambia la realidad, y Sara y Vixen trabajan como asesinas personales de Darhk, quien es el alcalde de Star City. Darhk les ordena encontrar a Rory que cambia de parecer y se rebela contra la Legión. Amaya y Sara luchan contra él y algunas de las Leyendas que han recuperado la memoria sobre su identidad verdadera, hasta que Sara recibe un disparo con un cañón de energía que restaura los efectos de la Lanza, aunque Amaya escapa. Entonces, Sara finge estar del lado de la Legión y va a la oficina de Damien Darhk, donde está Vixen. El inconveniente surge cuando Damien habla de cómo disfrutó matando a Laurel, y ella pierde el control atacándole. Sara salva su vida y dispara a Amaya con el cañón de energía con el que vuelve a la normalidad. El equipo descubre que Thawne trabaja con tecnología para destruir La lanza y asegurarse de que esta realidad no cambiará.

#### Enfrentamiento contra ellos mismos
En el último episodio de la segunda temporada titulado "Aruba", el equipo irrumpe en el laboratorio de Thawne para recuperar el traje de Palmer, donde se enfrentan a Damien Darhk. Luego, viajan al pasado para evitar que Eobard Thawne cree la realidad alterna, en el momento en que la Legión del Mal obtuvo la Lanza del Destino. Sin embargo, las Leyendas se encuentran con sus yo del pasado cada vez que fracasan en el intento de impedirlo, poniendo en peligro sus propias líneas del tiempo. Al final, las Leyendas del pasado y las del futuro se unen para derrotar a la Legión. Sara lucha contra Darhk en una pelea de espadas y es capaz de noquearlo. Cuando van a la nave, Thawne aparece con un ejército de copias y les ataca. En ese momento, Rip ve que Sara tiene la Lanza, y la alienta a usarla, sabiendo que es suficientemente fuerte como para no dejarse influenciar.
Sara usa la Lanza y recibe la visión de Laurel, con la que mantiene una conversación. Al darse de que eso no es real, Sara se ve tentada en alterar la realidad de tal forma que su hermana viviese. Sin embargo, Laurel le comenta que la Lanza necesita a alguien que haga lo correcto, y la convence en prometerle que "nunca está demasiado lejos". Las dos se abrazan y Sara regresa a la batalla, aceptando la muerte de su hermana. De vuelta en la lucha, Flash Reverso le quita la Lanza a Sara para borrar la existencia de las Leyendas, pero el conjuro no funciona porque ella cambió la realidad haciendo que la Lanza perdiese todo su poder, provocando a su vez que Látigo Negro escape de donde Thawne le tenía encerrado, y pueda matarlo. Así, Flash Reverso desaparece de toda línea temporal. El equipo lleva a los integrantes de la Legión del Mal a su línea temporal original, borrándoles la memoria para que no recuerden lo sucedido. Con la Legión derrotada, Rory sugiere viajar a Aruba para celebrar. Cuando llegan, la Waverider vuela incontrolablemente en la corriente de tiempo antes de estrellarse en Los Ángeles de 2017. Al ver los edificios futuristas y los dinosaurios, Sara se da cuenta de que han roto el curso del tiempo.

### Tercera temporada

#### Regreso a la acción
En el primer capítulo de la tercera temporada llamado "Aruba-Con", nos sitúa en el momento en que las Leyendas se dan cuenta de que arruinaron la línea de tiempo. Rip Hunter llega con su nueva organización, el Buró del Tiempo, para relevarlos del deber. Seis meses más tarde, Sara se declara legalmente como no muerta y comienza a trabajar en una tienda en Star City, donde se encuentra despreciando tanto a su aburrido trabajo como el insoportable gerente. Las Leyendas ven la oportunidad de reunir al equipo, cuando Rory se encuentra a Julio César en Aruba. Sara renuncia a su trabajo y contacta con Nate y Ray, y van a la base del Buró del Tiempo. Cuando entran, son amenazados por la agente Ava Sharpe entre otros. Sara se burla de Ava por su actitud hostil y la desarma, hasta que Rip Hunter es capaz de calmarlos a todos. Cuando Rip les rechaza, en llevarles al César equivocado, todas las Leyendas se juntan e idean un plan para robar la Waverider, y evitar que Julio César conquiste el mundo moderno. 
Cuando le encuentran, Sara lucha contra él y es capaz de vencerle fácilmente a pesar de que él empuñara una espada. Ya en la nave, las Leyendas dudan si llevarlo a su época original o junto a Rip, y Sara decide llevarlo a su lugar original tras borrarle la mente. De vuelta en la nave, ven que la línea de tiempo ha cambiado drásticamente porque César ha conquistado el mundo entero gracias al libro de historia que le robó a Heywood. Rip reprende a Sara por intentar resolverlo ella misma, alegando que el Buró del Tiempo es mejor que ellos. Ava Sharpe y varios agentes intentan eliminar el libro de historia, pero Sara se da cuenta de que es una trampa, y Ava es capturada. Las Leyendas realizan una misión de rescate y Sara lucha al lado de Ava contra los romanos. Rip acuerda con Sara en que las Leyendas también persigan anacronismos. 

#### Reparando anacronismos
Las Leyendas observan varios anacronismos y Sara elige uno fácil para no fallar porque Ava Sharpe quiere verlos fracasar. Escogen uno en Wisconsin el 1870, en el que hay un tigre diente de sable en un circo. Cuando Ray trata de reducirlo con su traje, lo agranda y el ahora enorme tigre se libera escapando al bosque. Como resultado, el anacronismo empeora. Sara decide ir a buscar a Amaya al 1942 para poder ayudarlos domar al tigre. Cuando vuelven al circo, Sara ve a alguien observándolos y lo derriba. Una vez cautivo en la nave, se revela que es Gary Green, un agente del Buró del Tiempo que fue enviado por la agente Sharpe para espiarlos. Sara obliga a Gary a ocultarle la situación a Sharpe, pero ella no le cree y Ava entra en la nave. Sara se enfrenta a ella y esta le comunica que está allí para arrestarles. Sara le explica todo lo bueno que han hecho, pero la agente no se impresiona, mencionando que sabe todo acerca de ella. Cuando Ava saca un bastón y le exige a Sara que se rinda, la segunda saca sus bastones gemelos y ambas mujeres empiezan a pelear. Después de una larga lucha, las dos colapsan por el agotamiento y se toman un descanso. De repente, el tigre dientes de sable ataca a Ava, y Sara la salva del peligro. Por otra parte, las Leyendas rescatan a sus compañeros de equipo, eliminando el anacronismo. Al final del episodio "Freakshow", Ava admite que Sara lo ha hecho bien.

#### La amenaza de Mallus
Durante el episodio "Return of The Mack", Nate encuentra una conexión con los anacronismos respecto a un asesino, y Rip les revela que se llama Mallus, al que ha estado persiguiendo durante cinco años. Rip les pide ayuda a las Leyendas y ellos aceptan. Sara y Rip localizan el cuerpo de Damien Darhk y se dan cuenta de que los ataques de vampiros son realmente el funcionamiento de un culto para revivir Darhk. Sara planea destruir el cuerpo, pero Rip bloquea al equipo en la Waverider porque quiere usar la resurrección como una forma de enfrentar a Mallus. Sara lucha contra Darhk, pero debido a sus poderes mágicos, no puede hacerle daño; afortunadamente, escapa de la muerte cuando él y su hija huyen. Enojada por la traición de Rip, Sara contacta en secreto con la agente Sharpe y el Buró del Tiempo, diciéndoles dónde encontrar a Rip. Después de enfrentarse y cortar todos los lazos con él, Sara hace que la Buró del Tiempo entre en la nave y le arreste. La agente Sharpe le agradece y le dice que las Leyendas son libres de volar por los cielos. Antes de que se lo lleven, Rip le dice a Sara que Mallus se está fortaleciendo y que se necesitará a las Leyendas para luchar en la batalla que se avecina. 
Las Leyendas rastrean un anacronismo en Hollywood el 1937, donde hayan a Helena de Troya. El objetivo del episodio "Helen Hunt" será el de intentar capturar a Helena en una fiesta. El equipo se encuentra con Darhk, y éste le dice a Sara que le perdonará la vida a las Leyendas si dejan de viajar en el tiempo. Nada más lejos de la realidad, ya que ella le desafía a luchar con las espadas según las reglas, sin magia. Sara demuestra que es mejor y derrota a Damien, pero antes de que ella pueda matarlo, Nora Darhk usa su magia en ella. Nora drena la mayor parte de la energía y la fuerza vital de Sara en el cuerpo de Damien. Firestorm (en el cuerpo de Stein) ataca a los Darhk, causando su retirada. Sara se queda inconsciente y extremadamente débil, por lo que Ray la lleva a la Waverider. Gideon se ve obligada a ponerla en un coma médico durante unos días para que pueda curarse y recuperar la energía que se le quitó. 

#### Encuentro con Mallus y un viejo conocido: John Constantine
Después de la muerte de Martin Stein en el crossover "Crisis on Earth-X", todo el equipo de Leyendas se siente atosigado por el nuevo miembro Leo Snart (de la Tierra-1), quien trata de aconsejarles para superar la muerte. Cuando la nave se ve afectada por un terremoto, Sara organiza a la tripulación para abordar ese anacronismo del nivel 12. Las Leyendas viajan a un asentamiento vikingo en Vinland en 1000 AD, donde descubren a un joven Martin Stein atrapado por los vikingos. Jax se apresura a salvarle y no se dan cuenta de que dejan en esa época al juguete que era para Lily (hija de Martin), llamado Beebo. Freydis, la hermana de Leif Eriksson y la colíder de su clan, interpreta las palabras del juguete como una manera de comenzar una guerra de conquista en América del Norte, convirtiendo a "Vinland" en "Nuevo Valhalla". Cuando Sara es contactada por Ava Sharpe para darle sus condolencias por la muerte de Martin, Sara solicita su ayuda. Cuando Ava se refiere a la Navidad como al "Día de Beebo", se demuestra que el anacronismo altera rápidamente la línea de tiempo. El juguete es el que da el nombre al episodio titulado "Beebo the God of War".
Ava se une al equipo y entran vestidos como un clan vikingo de la época. En el banquete Yuletide de Leif Eriksson, Sara y Ava participan en un concurso de bebidas contra dos vikingos, pidiendo la oportunidad de ver a Beebo si ganaban. Tras ganar, los vikingos quedan impresionados y les preguntan con quiénes están casadas, bromeando acerca de matar a sus supuestos esposos y pedirles matrimonio. Ava, sin embargo, les contesta que no es del tipo de chica con marido, despertando el interés de Sara. Mick intenta robar a Beebo pero le descubren y deciden ejecutarlo como sacrificio para el muñeco. Durante la ejecución, Sara le ordena a Leo que use su pistola fría para apagar las llamas, y Ava les sigue la corriente alegando que eso se debe a la misericordia de Beebo. Desafortunadamente, Amaya abraza a Beebo lo suficiente como para que el juguete hable, provocando que los vikingos ataquen al equipo. Sara y Ava se unen contra Freydis, mientras Mick quema a Beebo, permitiéndole a Leif convencer a Freydis que Beebo es un dios falso. Justo cuando parece que el anacronismo ha terminado, Ava menciona el "Día de Odín"; la Navidad aún no se ha salvado. De repente, Damien y Nora Darhk llegan simulando ser Odín y una valquiria, exigiendo adoración con una demostración de rayos. Los vikingos se inclinan ante ellos y Sara ordena la retirada. Ava cuestiona la decisión de Sara de retirarse, y ella le argumenta que enfrentarse a los Darhks es un suicidio si no se tiene una planificación cuidadosa. Le pide a Ava que contacte con el Buró del Tiempo para traer ayuda.
Sara se encuentra con Ava y ella le revela que el Buró del Tiempo no enviará ayuda para colaborar en la misión, aparte de decirle que Rip ha sido encarcelado. Ava se disculpa con ella antes de regresar a la oficina del Buró. Sara se reúne con el equipo y se ofrece a tratar con los Darhks sola, pidiéndoles al resto que regresen a 2017. El equipo se niega a dejarla y elaboran un plan para derrotarlos. Sara enfrenta a Damien Darhk, junto a Nate y Zari Tomaz, haciéndose pasar por sus captores vikingos. Antes de que Darhk pueda hacer más daño a las Leyendas, se da cuenta de que han herido Nora y les deja para atender a su hija. Mientras Damien intenta teletransportarse y alejarse junto a Nora, Sara lo agarra, teletransportándose con ellos. Llega a una zona desolada sin rastro de Darhk donde oye la voz de Mallus. En girarse, se ve una mano en el reflejo de los ojos de Sara que está por sujetarla, pero antes de que suceda, Ava la saca de allí. La agente Sharpe desobedeció órdenes y regresó para salvarla. Ya en la Waverider, Sara le explica a Ava lo que sintió bajo la amenaza de Mallus, y Ava decide informar al Buró del Tiempo sobre este descubrimiento, y que Rip Hunter estaba en lo cierto, a pesar de ponerse a ella misma en problemas.
Jax decide que quedarse en la Waverider sin Stein no es bueno para él y planea irse. Aunque Sara no está contenta con esto, comprende sus razones y le sorprende con una fiesta de despedida de Navidad. Tan pronto como Sara regresa a la nave, en despedirse de Jax, se encuentra con John Constantine. John le pide un favor, ya que se encontró con una joven poseída por un demonio que sabía su nombre. A continuación, Ava Sharpe contacta con ella para informarle que aún no se ha reunido con el director Bennett y que se le ha prohibido ver a Rip en la cárcel. Antes de acabar la conversación, Sara bromea con beber vino las dos juntas, a lo que Ava se ríe. Leo, ajeno a la conversación, le comenta a Sara que parece que Ava está enamorada de ella, observando su lenguaje no verbal. Sara le comenta que no lo cree, ya que son muy diferentes entre sí. Más tarde, Sara, Leo y Constantine van al manicomio para encontrarse con la pequeña Emily, quien está poseída por Mallus. Al llegar descubren de que en realidad es Nora Darhk, por ello que el episodio se titule "Daddy Darhkest". Cuando intentan ayudarla, Mallus la posee y envía a Sara, John y Leo al año 1969. Sara se encuentra plagada de visiones por obra de Mallus, que Constantine pudo expulsar. Los dos se ponen a hablar sobre su pasado, coqueteando entre sí, y acaban teniendo relaciones sexuales. Después del encuentro, Sara entra nuevamente al reino de Mallus e intenta recrear el símbolo que dibujó Mallus en hacerles viajar en el tiempo. Mientras está allí, se encuentra con una Nora que estaba siendo poseída por Mallus, y logra convencerla de luchar contra él para liberarse. Entonces, Sara completa el hechizo y vuelven al presente. El trío regresa a la Waverider, donde Sara y Constantine se despiden. Sara se comunica con Ava con la esperanza de reunirse, pero Ava le informa que se enteró de que Rip Hunter se escapó de la prisión.

#### El amor está en el aire:Avalance
Sara y el resto de las Leyendas, excepto Zari, viajan al 1970 para detener un anacronismo, pero descubren problemas en la Waverider ya que Zari agregó una simulación a la programación de Gideon, que hizo que esta se desconectara. Enojada, Sara le ordena a Zari que arregle la nave, a lo que la segunda replica, llevándolas a discutir. Finalmente, Zari hace lo que se le dice, y se cubre de una sustancia pegajosa. Aparentemente, activa un programa que hace explotar la Waverider. Lo extraño es que lo siguiente que se ve es ella experimentando los mismos eventos, a la misma hora, aprendiendo secretos misteriosos sobre el equipo. En la simulación, Zari y Ray espían a Sara y la encuentran conversando vía videollamada con Ava encerrada en la nave de escape. Las dos coquetean y charlan animadamente. Cuando Ava se ofrece para ir a la nave, Sara se pone nerviosa y pone excusas. En una de las repeticiones, Zari le confiesa a Sara sobre el bucle y ella le cree. El equipo descubre a Gary con la bomba que estalla, y Zari la toma hasta llegar a cero. No pasa nada, y descubre que es una simulación de Gideon, cuando esta se le acerca en su forma humana. Sara y Ray están con Zari cuando despierta y ella les cuenta lo sucedido. Les convence cuando realmente sabe cosas que ellos no le habían dicho. Zari anima a Sara a preguntarle a Ava para salir en una cita, a pesar de que sus romances anteriores nunca hayan salido bien. El episodio "Here I Go Again" acaba con Sara llamando a Ava, hablando y riendo.
Sara sigue el consejo de Zari e invita a Ava a una cita. Mientras ella está fuera, el resto viaja con la Waverider a las Bahamas en el 1717, para recuperar el Tótem de Fuego. Sara y Ava se complementan enseguida y comienzan a hablar sobre trabajo hasta que Ava sugiere evitar el tema en un intento de normalidad, a lo que Sara acepta. Mientras Sara le cuenta a Ava sobre su relación con Laurel, se da cuenta de que ella ya sabía de eso, a lo que Ava admite que había leído su archivo. Durante la cena, Sara recibe una llamada en la escucha el correo de voz de Gideon, retransmitiendo la misión de las Leyendas, y decide ignorar la situación. Inevitablemente, la cita se descarrila cuando Gary aparece, obligando a Ava a "ir al baño". Mientras tanto, Sara es testigo de cómo la Waverider cae del cielo a través de la ventana del restaurante y se va dejando dinero sobre la mesa. Sara regresa a la Waverider con tristeza y comienza a prepararse para recuperar al resto de su equipo, hasta que Ava entra a la nave para enfrentarla por dejarla plantada. Los dos discuten hasta que Sara le admite a Ava que nunca podrá ser normal, pero esta le contesta que no quiere que sea normal. Esta situación lleva a que las dos cedan a sus deseos y se besan apasionadamente por primera vez. El beso se ve interrumpido cuando Barbanegra y sus piratas aparecen a través del puente temporal. Inmediatamente se desata una pelea en la que Sara y Ava derrotan fácilmente a los hombres. Las dos comparten una bebida y, después de hablar y acordar tener una segunda cita, pasan la noche juntas.
A la mañana siguiente, Sara y Ava se encuentran desayunando juntas cuando Zari aparece y descubren que Ray está desaparecido, fue secuestrado por los Darhk.  Sara ordena a las Leyendas que rastreen a Ray mientras Ava regresa a la oficina para acceder a sus recursos. Sara pasa su tiempo arrojando cuchillos a las fotos de Darhk hasta que entra Ava. Las dos hablan sobre sus esfuerzos para encontrar a Ray y luego se besan, siendo descubiertas por Rip. Las Leyendas detectan un terremoto en 1962 y logran encontrar a Palmer. Se enteran de que ha logrado recuperar el secreto de la fusión fría y que Wally West ha recuperado su tótem. Las Leyendas se ponen en contacto con el director Bennett para informarle que el tiempo está a punto de ser destruido y que Mallus escaparía, cuando ven a Grodd matarlo. Este hecho convierte a Ava Sharpe en la oficial superior del Buró del Tiempo. Al final del episodio "No Country for Old Dads", Rip le ordena a Gideon que borre el archivo de Ava, alegando que Sara nunca debe saber tal secreto.

#### Oscuridad interna
En el inicio del episodio "Necromancing the Stone", se muestra a Sara tener pesadillas mientras duerme con Ava. En despertar, Ava la consuela y le comenta que había estado diciendo el nombre de John en sueños. Sara le explica a Ava quién es y admite que se acostó con él una vez durante su viaje a los años sesenta. Cuando le dice a Ava que fue hace tres semanas, ella se sorprende, pero Sara enseguida le dice que fue antes de que Ava fuera su novia. En ser la primera vez que Sara dice que son novias, oficializando su relación, comienzan a besarse hasta ser interrumpidas por Gideon. Durante el día, Sara se siente atraída por el Tótem de la Muerte obtenido en una misión anterior, y, cuando abre la caja, se encuentra con una versión de sí misma después de su muerte. Su otro yo le dice que coja el tótem, ya que le permitiría derrotar a Mallus y devolver a su hermana a la vida, y se ve obligada a lidiar con esa parte de su pasado y su naturaleza, que la persigue y asusta. Sara lo toma, siendo poseída por Mallus, y su apariencia cambia, adquiriendo cabello blanco, ojos oscuros y usando una variedad de poderes místicos. Entonces ataca a Ray y lo hiere gravemente, y luego derriba a Amaya. Cuando está a punto de matarlos, West los salva y se los lleva. Sara hace que la Waverider se cierre para evitar que las Leyendas escapen. En el momento que Ava llama a Sara y se sorprende por su apariencia, Sara la ignora y se aleja mientras la nave se cierra. Ava no tiene más remedio que recurrir al mejor ocultista que conoce, Constantine.
Sara ataca a Wally West, a Zari… y cuando estaba a punto de matarla, logra comunicarse con el ser interior de Sara, evitando que ella misma matase a Zari. Sara se encuentra en un lugar oscuro donde Nora le dice que a pesar de su resistencia, Mallus finalmente la controlaría. Mallus enseguida recupera el control del cuerpo de Sara, disloca la muñeca de Zari y la golpea. Nora le dice a Sara que son iguales, ya que la oscuridad siempre ha sido parte de ambas. Sara recuerda su tiempo en la Liga de Asesinos, donde mata a un hombre pidiendo clemencia delante de su hija, y Nora insiste en que Sara no puede borrar su camino. Nora le dice a Sara que había nacido para empuñar el Tótem de la Muerte de Mallus. Siguiendo en la nave, Sara se enfrenta a Nate hasta que llegan Ava, Gary y Constantine. Sara se enfrenta a Rory, quien usa el poder del Tótem de Fuego para derribarla. En escuchar la voz de Ava llamarla, Sara reacciona y se despierta. Charla con Constantine y él le comenta que ella no está sola, que debería estar agradecida por tener a alguien como Ava a su lado. Sara pide perdón a las Leyendas, y luego habla con Ava. Le dice que la versión oscura que vio era ella en realidad, por lo que alguien tan maravillosa como ella, no se merece a alguien asó. Sara rompe su relación con Ava porque no quiere lastimarla.

#### Revelaciones impactantes
La revelación del secreto de Ava sucede en el episodio "I, Ava". Después de romper con Ava, Sara decide tomarse unos días libres y asciende a Amaya a capitana. Ray creía que su decisión era por el asunto con Mallus, hasta que llega Gary y le pregunta por Ava. Sara no lo sabe y les explica que ella y Ava se separaron. Cuando Gary les comunica que Ava había estado desaparecida esos los últimos días, Sara decide ir a buscarla. Van a visitar a los padres de Ava, pero en cuanto ellos les cuentan una historia sobre Ava que Sara sabe que no fue así porque ella se lo explicó de primera mano, descubre que mienten. La pareja admite el engaño y confiesan que son actores a los que se les paga por fingir ser los padres de Ava. Sara, Ray y Gary regresan a las oficinas del Buró del Tiempo y se encuentran con Ava. Ella les pregunta qué hacen allí y, tras tener una pequeña charla, Ava se dirige a su oficina. Sara le arrebata su reloj que tiene un historial con los sitios a los que ha viajado, y se dirigen al que aparece en primer lugar: Vancouver en el 2213. Cuando llegan, se sorprenden en ver a Ava, a la que le siguen muchas otras versiones de Ava más. Ray descubre gracias a un cartel que Ava es un clon, y deciden irrumpir en AVA Corporation donde descubren todo acerca de los clones. De repente, Ava llega y les reprende haber cogido la nave del tiempo y el haberle cogido su pulsera. Cuando cuestiona qué sitio es ese, Sara le dice que saben su secreto, pero en el instante en que Ava ve a uno de sus clones, se desmaya en shock. Regresan a la Waverider y Sara adivina que la razón por la que Ava no sabe de los clones es porque fue borrado de sus recuerdos. En cuanto Sara le pregunta quién la reclutó para el Buró del Tiempo, saben que Rip es quien siempre lo ha sabido todo. Sara le promete a Ava en que le ayudará a descubrir la verdad.

#### Enfrentamiento contra Mallus
En el episodio "Guest Starring John Noble", el equipo recibe una llamada de socorro de Rip sobre que Grodd ha ido a buscar a Barack Obama al 1979. En salvarle y encoger a Grodd, Sara se encuentra con Rip, y Darhk les pide trabajar con ellos. El equipo usa un hechizo y un círculo mágico para mantenerlo atrapado, mientras les explica que quiere salvar a su hija ayudándoles a derribar a Mallus. Sara le ordena a Rory matarlo ya que no confía en él, pero Rip y Ava lo evitan. Sara le pregunta a Ava por qué no está enojada en que Rip la engañara, y Ava responde que prioriza la misión, así como ella no ha matado a Darhk. Sara habla con Barack Obama en 1979 sobre Ava explicándole todo lo sucedido, y él considera que su respuesta a la situación es humana, así como Ava se apega a las reglas y regulaciones. Sara se dirige a Darhk para dejarle claro que ni le cree ni confía en él, y que lo mataría después de esta misión. Palmer idea un plan para volar al oído de Nora y tratar de imitar a Mallus en darle órdenes. Consiguen llevarla a la Waverider y queda atrapada en el círculo mágico. 
Sara habla con Darhk y le pregunta dónde estaba su corazón cuando mató a Laurel, a lo que él explica que sus acciones son imperdonables, pero que hasta ese momento no se había dado cuenta del dolor que causaba. Sara le comenta que no pueden deshacer sus acciones, mas Darhk le responde que lo malo siempre puede ir a mejor, felicitándola por cómo había pasado de ser una asesina a una Leyenda. Sara expresa que no es suficiente, pero Darhk le anima a dejar de culparse a sí misma por haber sido tomada por el Tótem de la Muerte porque logró resistir a su poder gracias al amor. Sara sugiere que tal vez podrían dejar salir a Mallus para luego matarlo. Ava y Sara mantienen una conversación en la que Ava confiesa que desde que sabe que es una clon, le cuesta mucho confiar en sus sentimientos. Sara trata de persuadirla de que eso no es así, y la besa diciéndole que la ama. Sin embargo, Ava se aleja diciendo que ella no tiene que amar. El equipo se reúne junto a sus tótems. Darhk finalmente traiciona a las Leyendas, liberando a Grodd. El equipo se enfrenta a Darhk hasta que Sara lo apuñala por la espalda y toma su tótem. Nora inmediatamente se transforma en Mallus.
Ya en el capítulo final de la tercera temporada titulado "The Good, the Bad and the Cuddly", el equipo ataca a Mallus aunque se retiran porque no pueden derrotarle. Sara les comunica a las Leyendas que los llevaría a Salvation en el viejo oeste, en el 1874. Se encuentran con Jonah Hex, que ahora es el sheriff, y Sara le comenta que están ahí para evitar problemas. La ciudad es invadida por Barbanegra, Julio César y Freydis controlados por Mallus, con tal de que ellos les entreguen los seis Tótems. Amaya descubre que los portadores del Tótem deben trabajar juntos para derrotar a Mallus, creando un ser de luz que lucharía contra el demonio del tiempo. El equipo hace un círculo e intenta crear el ser de luz, y Amaya observa que para que esté completo, Sara ha de usar el Tótem de la Muerte. El equipo trata de crear al guerrero y se dan cuenta de que están conectados telepáticamente. Tratan de hacer al guerrero, pero como dudan de sus capacidades, fracasan.
Ava se presenta con Helena de Troya, Kuasa y Jax para ayudarlos, a su vez que logra convencer a Sara y al equipo de que son dignos de manejar los tótems por haber ayudado a tanta gente. El equipo se prepara para el enfrentamiento final cuando los piratas, romanos y vikingos entran en la ciudad. Sara pronuncia un discurso entusiasta y luego se enfrentan a las tropas de Mallus. Luego, las Leyendas usan sus tótems para hacer a su criatura de luz, que aparece en la forma de un gran Beebo. Beebo se enfrenta a Mallus y finalmente lo destruye. Cuando el peluche/héroe desaparece, las Leyendas salen del polvo y celebran. En 2018, el equipo viaja hasta Aruba para un descanso en la playa. Llegado el momento, Gary y Constantine aparecen, y Constantine les avisa de que Mallus no ha sido el único demonio liberado.

### Cuarta temporada

#### Cazando criaturas mágicas
La cuarta temporada de la serie comienza con el capítulo titulado "The Virgin Gary". Tras una misión, Sara trata de animar a las Leyendas que están un poco desmotivadas después de enfrentar los mismos problemas de siempre, mientras que Constantine menciona que lucharían contra criaturas mágicas. Las Leyendas reciben un mensaje de Ava, quien les convoca en la sede del Buró del Tiempo. Cuando llegan, se dan cuenta de que les organizaron una fiesta en honor gracias a los logros del equipo. Ava se disculpa con Sara porque sabe que a su novia no le gustan las sorpresas, pero sin embargo, Sara se muestra encantada y ambas buscan algo de privacidad. Después de pasar la noche juntas en el apartamento de Ava, Sara estaba a punto de irse cuando Ava le pide que se quede. Además, plantea la idea de que Sara que se mude a vivir con ella. Después de un poco de silencio, Sara acepta alegremente, afirmando que está lista para vivir junto a Ava. Sara baja a buscar una botella de vino y se encuentra a Constantine. Él le revela que varias criaturas mágicas se han escapado en liberar a Mallus, y que ahora se están moviendo a lo largo de la línea de tiempo. Constantine insiste en tener que capturarlos, pero Sara protesta porque su equipo no ha encontrado ninguna alteración.
Las Leyendas viajan a Woodstock en 1969, donde un anacronismo causó una masacre, matando a miles de personas y acabando con el movimiento hippie. Después de algunas investigaciones, descubren que un unicornio es el asesino. Sara habla con Constantine y le da la razón. Él le aconseja que informe a Ava sobre las criaturas mágicas, pero Sara desea mantenerlo en secreto ya que su relación es excelente y no quiere crear tensión. Sara le confiesa que no está lista para darle la espalda a la vida y aislarse como lo hace él, e ir tras las criaturas. Cuando Constantine descubre que tienen que atraer al unicornio con un/a virgen, usan a Gary como cebo para enviar al unicornio de vuelta al infierno. Sara vuelve a casa de Ava y ve que ha colgado sus medallas en la pared. Sara le confiesa que lanzó monstruos al mundo y tenía miedo de decirle porque Ava estaba muy orgullosa de ella. Ava le contesta que ya lo sabía por Gary, y le deja claro que ella piensa que es increíble y que la ama sin importar nada más. Sara le dice que en ese momento deberían esperar para mudarse juntas, porque su equipo la necesita, estando de acuerdo con Ava en dejar evolucionar su relación.
Durante el capítulo "Wet Hot American Bummer", Ava se une brevemente al equipo para ayudar con una investigación sobre la desaparición de niños en un campamento de verano en 1995. Las Leyendas se hacen pasar por consejeros del campamento, mientras rastrean a una criatura de pantano que ha estado secuestrando a niños. Sin embargo, Sara y Ava toman una poción que las convierte en niñas en un intento de atraer a la criatura y poder entender por qué los niños se están escondiendo. La estrategia le brinda a Ava la oportunidad de tratar de ser una niña, algo que ella encuentra contraintuitivo, pero que finalmente aprende. En su estado de adolescente, Sara y Ava comparten un beso muy dulce, hasta transformarse en adultas.

#### Neron
Las Leyendas viajan a Nueva Orleans en 1856 para localizar a un fugitivo relacionado con una serie de asesinatos. Sara, Ava, Ray y Mick se dirigen a buscar al fugitivo, mientras que John, Zari y Charlie exploran el área local. Desmond, un antiguo amante de Constantine, hizo un trato con el demonio Neron para protegerlo, siendo condenado al infierno. En el episodio "Hell No, Dolly!", John viaja al 2018 y cambia la historia para que Desmond no se enamore de él, causando un efecto dominó que congela y cambia a las Leyendas. Las consecuencias del romper la línea del tiempo se ven en el episodio "Legends of To-Meow-Meow", en el que las Leyendas viven diferentes versiones de sí mismas. Por ejemplo, si Constantine nunca se une a las Leyendas, Sara es asesinada por el unicornio en Woodstock; Mick, Nate y Ray forman una versión violenta de las Leyendas… pasando por varios intentos fallidos de John de reparar la línea de tiempo. Las Leyendas llegan a vivir versiones propias desde Los ángeles de Charlie hasta Fraggle Rock. Sara alcanza su punto máximo de ridiculez se besa con Ava como ángel mientras conduce un coche. El punto crucial de Sara en el episodio depende de su voluntad de cambiar de opinión y darse cuenta de que no todas las criaturas mágicas requieren destrucción. Constantine le cuenta su historia a Sara, y ella acepta ayudarle a luchar contra Neron. Cuando las Leyendas descubren en el episodio "The Eggplant, the Witch and the Wardrobe", que Ava ha sido secuestrada por Neron, usan la conexión de Nora con el demonio para rastrearla. La encuentran pero ella no responde. Constantine cree que Neron está preparando a Ava como su nueva forma y acepta enviar a Sara a recuperar el alma de Ava, enfrentándose a sus propios demonios, en su purgatorio personal, que toma la forma de un supermercado con productos de Ava. Ava y Sara resuelven sus problemas en la relación.

## Crossovers con el Arrowverso

### Invasión de losDominators
En el capítulo "Invasion!" de la segunda temporada de Legends of Tomorrow, se produce la última parte del primer mega-crossover junto a tres series del Arrowverso: Supergirl (2x08), The Flash (3x08) y Arrow (5x08). Las Leyendas reciben un mensaje de Felicity Smoak del 2016, en el que les pide ayuda para luchar contra la invasión de una raza alienígena conocida como Dominators. Nathan Heywood y Amaya Jiwe se quedan en la Waverider mientras que el resto se reúne con el Equipo de Arrow, el Equipo Flash, y Kara Danvers / Supergirl de la Tierra-38. Kara les informa que los alienígenas son muy fuertes porque han experimentado con otras especies. Los equipos se entrenan peleando contra Kara, derrotándoles fácilmente. Barry Allen comenta a los equipos que Martin Stein y Jax (que en conjunto son Firestorm), encontraron un mensaje de él en el futuro, en el que confiesa haber viajado en el tiempo, cambiando la línea temporal. Esto provocó cambios en sus vidas, y Sara se enoja porque cada cambio tiene sus consecuencias. Cuando los equipos se enteran de que el presidente ha sido secuestrado por los Dominators, le rastrean y caen en una trampa, ya que un Dominator los estaba esperando. Él habla con ellos por telepatía, mata al presidente, y toma el control de sus mentes gracias a un dispositivo. 
Oliver y Barry, quienes no habían ido, son atacados por el resto de los héroes. Mientras Barry es perseguido por Stein, Jax, Kara y Palmer; Sara y el resto atacan a Oliver. Sara lo persigue y lo enfrenta en un combate cuerpo a cuerpo. The Flash logra que Kara destruya el dispositivo, volviendo a la normalidad. Los equipos evalúan lo sucedido y perdonan a Barry. De repente, una nave de los Dominators capturan a Sara, Oliver, Diggle, Palmer y Thea. Atrapados en una máquina, Sara y los demás son colocados en una alucinación compartida, creyendo que es real. En la alucinación, ni el yate Queen se hunde ni los eventos causados por esto suceden. Oliver está comprometido con Laurel, y Sara se reúne con ella para preparar la boda. Las dos hermanas hablan, y Sara nota un medallón de un canario que le llama la atención, empezando a tener recuerdos de su vida real. Cuando Sara conoce a Ray Palmer, a ambos les resulta extraño, como si ya se conociesen. Más tarde, Sara se da cuenta de que Oliver y Diggle están siendo atacados por Deathstroke, y evita sus muertes matándole con su propia espada. Confundida sobre las habilidades de lucha que tiene, los dos le explican que están atrapados en alguna ilusión. Sara habla con Palmer quien recupera sus recuerdos. En la huida, atacan a sus antiguos enemigos y Sara lucha contra Damien, hasta apuñalarle en el pecho con una flecha. 
De vuelta en la base, piensan en capturar a un Dominator para interrogarlo. Heywood informa que en Redmond el 1951, hubo un ataque de los Dominators contra el ejército. Algunos de los héroes viajan a esa época, y Sara, Oliver, Palmer, Diggle y Barry se reúnen con el nuevo presidente. Después de una pelea, el equipo interroga al líder. Menciona que los alienígenas consideran a los meta-humanos como Barry como una amenaza futura que, en modificar el tiempo, rompió la tregua del 1951 en la que los Dominators se iban. El grupo impide que Barry se entregue, y Sara y Cisco Ramón utilizan la Waverider para interceptar la nave de los Dominators que llevaba la bomba que mataría a todos los meta-humanos. Cuando detienen la bomba, Stein y Jax la transforman en agua. Así, los equipos derrotan a los Dominators y les ahuyentan.

### Crisis en la Tierra-X
En el capítulo “Crisis on Earth-X, Part 4”  de la tercera temporada de Legends of Tomorrow, se produce el final segundo mega-crossover junto a las otras tres series del Arrowverso: Supergirl (3x08), Arrow (6x08), The Flash (4x08). Después de luchar contra soldados en Inglaterra el 1183, Sara, Jax, Stein y Mick viajan a Central City para la boda de Barry e Iris. Allí, Sara conoce a la hermana adoptiva de Kara, Alex Danvers. Las dos comienzan a beber para intentar olvidar a sus exnovias, hasta que se pierden el discurso de Barry, besándose apasionadamente. Van a una habitación de hotel y pasan la noche juntas. A la mañana siguiente, Alex despierta y recuerda lo que ha hecho, y se va de la habitación tras caerse de la cama. Se reencuentran en la boda cuando Sara llega y ve Alex y a Kara hablando. Sara le pregunta si está bien ya que escuchó el golpe por la mañana, a lo que Alex le dice que sí e intenta que Kara no se de cuenta. Ya en la boda, son atacados por soldados nazis dirigidos por Dark Arrow, Overgirl y Prometheus. Sara y Alex se unen para derribar a varios nazis y pelean contra Prometheus, haciéndolo prisionero. Después de llevar a Prometheus a los laboratorios S.T.A.R., descubren que en realidad es Tommy Merlyn. No son anacronismos, sino versiones alternativas de las personas que conocen, pero de la Tierra-X, un mundo donde los nazis ganaron la Segunda Guerra Mundial. Después de descubrir la ubicación de Overgirl, Sara se dirige con Flecha Verde, Flash, Firestorm, Supergirl y Alex, y atacan el lugar donde se encuentran cara a cara con un ejército de nazis junto con Flash Reverso y Overgirl. El grupo descubre que Overgirl se está muriendo y planean extraer el corazón de Supergirl para curarla. 
Los villanos consiguen encerrarlos en una prisión, donde se encuentran con Ray Terrill y la versión de la Tierra-X de Quentin Lance, siendo un SS Sturmbannführer. Él ve a Sara y le pregunta por qué está encarcelada, a lo que ella admite que es bisexual. Quentin le dice que la versión de esa Tierra era similar y que por eso la mató. Entonces, hace que Sara y el resto del equipo sean condenados para ser ejecutados. El equipo casi muere, cuando Leo Snart, la versión de la Tierra-X del excompañero de equipo de las Leyendas, Leonard Snart, los rescata. El equipo llega a la base donde descubren que la rebelión fue liderada por la versión de la Tierra-X de Winn Schott. Alex intenta convencerlo para que sostenga la puerta de entrada a la Tierra-1 para escapar pero él se niega. Sara encuentra a Alex tratando de encontrar un arma y los dos hablan, a lo que Alex admite que está preocupada por Kara. Sara le menciona que ella sabe también lo que se siente, contándole a Alex sobre la muerte de Laurel. Alex luego dice que quiere volver a su Tierra y encontrar a Maggie, y Sara confiesa que todavía está enamorada de Nyssa, pero llegan a la conclusión que lo importante es que sigan sus instintos. Cuando Ray y Snart convencen a Winn para que les permita asaltar la base, Sara y Alex se unen para enfrentar a los nazis. Logran tomar la base, pero en ver que Martin Stein está herido, regresan a la Tierra-1 y les salvan. Desafortunadamente, las heridas de Martin son demasiado graves y, tras tomar la poción para separarse a sí mismo de Jax, muere. Sara se acerca al cuerpo de Martin y le besa la frente, mientras Jax abandona a Waverider para informar a Clarissa (esposa) y a Lily (hija) de la muerte de Martin. Sara y Oliver reúnen a sus equipos para enfrentar a Dark Arrow y su ejército nazi, trabajando una vez más juntas, Sara y Alex. Después de la muerte de Dark Arrow y Overgirl, van al funeral de Martin. Sara y Alex se despiden, ambas admitiéndose mutuamente que tal vez haya alguien más para ellas.

## Creación y desarrollo
Jacqueline MacInnes fue seleccionada para el papel de Sara Lance en marzo del 2012. Tiempo más tarde, se anunció que Caity Lotz interpretaría el papel de la versión de Black Canary, adaptada a Arrow, en julio del 2013. Durante el mismo mes se reveló que su personaje se llamaba Sara, y sería quien quién había sobrevivido al naufragio del yate Queen.
Según el productor de Arrow, Andrew Kreisberg, Sara fue seleccionada en un principio para ser Ravager, aunque finalmente decidieron dar ese rol al personaje de Isabel Rochev, Summer Glau. Después del cambio, convirtieron a Sara en The Canary.
Después de la muerte del personaje de Sara durante en la tercera temporada de Arrow, se anunció en febrero de 2015 que Caity Lotz sería parte del reparto de la serie Legends of Tomorrow. No fue hasta mayo que se reveló que su personaje sería Sara y no uno nuevo.

## Recepción
La revelación del episodio "Heir to the Demon" en la segunda temporada de que Sara es bisexual y que había estado en una relación con Nyssa al Ghul, fue recibida positivamente por los críticos en ser el primer personaje de Marvel o DC que se muestra explícitamente como queer, ya sea en series como en películas.

## En otros medios de comunicación
Sara Lance también aparece en la novela visual de Arrow: Fatal Legacies que se estrenó en enero del 2018. La novela se centra en acontecimientos de entre el final de la quinta temporada y el inicio de la sexta. Está coproducido por el productor ejecutivo Marc Guggenheim y James R. Tuck.